# Desa (Indonesië)
Een desa (In het Nederlands ook wel "dessa") is een dorp of dorpsstreek op het platteland van Indonesië. De desa vormt samen met de kelurahan de vierde bestuurslaag in Indonesië. 
In Nederlands-Indië vormde het de onderste bestuurslaag, die weer een onderdeel vormde van het onderdistrict. De desa bestaat vaak uit meerdere kampongs (Indonesisch: kampung).
Het hoofd van de desa is de gekozen Kepala Desa, ofwel het dorpshoofd. Desa's hebben vaak ook regionale namen. Zo wordt in West-Sumatra een desa vaak nagari genoemd en in Papoea een kampung.